# Samsung Galaxy A51
Samsung Galaxy A51 — смартфон серии Samsung Galaxy A series, выпущенный 12 декабря 2019 года во Вьетнаме.

## Технические характеристики
- Материалы корпуса: пластик
- Операционная система: Android 13
- SIM: две nano-SIM
- Экран: диагональ 6.5", разрешение 2400 x 1080 точки, ppi 404
- Процессор: восьмиядерный Exynos 9611
- Оперативная память: 4 ГБ/6 ГБ
- Память для хранения данных: 64 ГБ/128 ГБ
- Дополнительная память: microSD до 512 ГБ
- Разъёмы: USB Type-C
- Основная камера: 48 МП (f/2.4)
- Фронтальная камера: 32 МП, f/2.2
- Сети: 2G/3G/4G/5G
- Навигация: GPS, ГЛОНАСС, BeiDou
- Батарея: 4000 mAh, режим просмотра видео до 20 часов
- Габариты: 158.5 х 73.6 х 7.9 мм
- Вес: 172 грамма

## Операционная система
Телефон был выпущен с операционной системой Android 10, в феврале 2021 года телефон получил обновление до операционной системы Android 11 с интерфейсом One UI 3.1, в марте 2022 года вышло обновление ОС до Android 12 с интерфейсом One UI 4.1, в декабре 2022 года вышло обновление ОС до Android 13 с интерфейсом One UI 5.0

## Продажи
Galaxy A51 был вторым смартфоном из серии А, которые представили публике. Анонс состоялся 12 декабря 2019 года.
На российском рынке продажи Galaxy A51 начались 31 января 2020 года.
По заявлению компании Samsung, общее количество проданных компанией смартфонов выросло во втором квартале 2020 года.